# 鄢醒
鄢醒（1986年4月18日—），重慶人，中華人民共和國当代艺术家。

## 生平
鄢醒1986年出生于重庆，2009年毕业于四川美术学院油画系，获学士学位，现工作、生活于中国北京和美国洛杉矶。他是“公司”项目的发起人与参与者。他的作品曾在美国休斯敦当代美术馆、俄罗斯莫斯科中央艺术之家、乌克兰基辅平丘克艺术中心、印度尼西亚国家美术馆、中国北京尤伦斯当代艺术中心（UCCA）、中央美术学院美术馆、伊比利亚当代艺术中心、今日美术馆、深圳OCT当代艺术中心（OCAT）、成都A4当代艺术中心等机构展出。他也曾参加过莫斯科青年艺术双年展、深圳雕塑双年展等国际双年展。
鄢醒的创作媒材甚为宽广，涉及了行为、录像、装置、绘画等多个领域。他曾于英国曼切斯特华人艺术中心（2012）、中国北京麦勒画廊（2011、2013）举办个展，也曾参与美国纽约Meulensteen画廊、中国北京Boers-Li画廊、艺门画廊、站台中国当代艺术机构的重要群展。
鄢醒的作品曾被美国迈阿密鲁贝尔家族、香港M+视觉文化博物馆、法国巴黎卡蒂斯特艺术基金会、中国深圳何香凝美术馆等机构收藏。他于2012年获得中国当代艺术奖（CCAA）“最佳年轻艺术家”，并于同年入围维克多·平丘克基金会设立的“未来世代艺术奖”以及今日美术馆与马爹利艺术基金共同设立的“关注未来艺术英才计划”。鄢醒也曾发起和策划过“移梦场”当代艺术展、“哑剧”年轻艺术家群展、“事实研习中心”等展览项目。